# Изанбар, Мари Виктор Эмиль

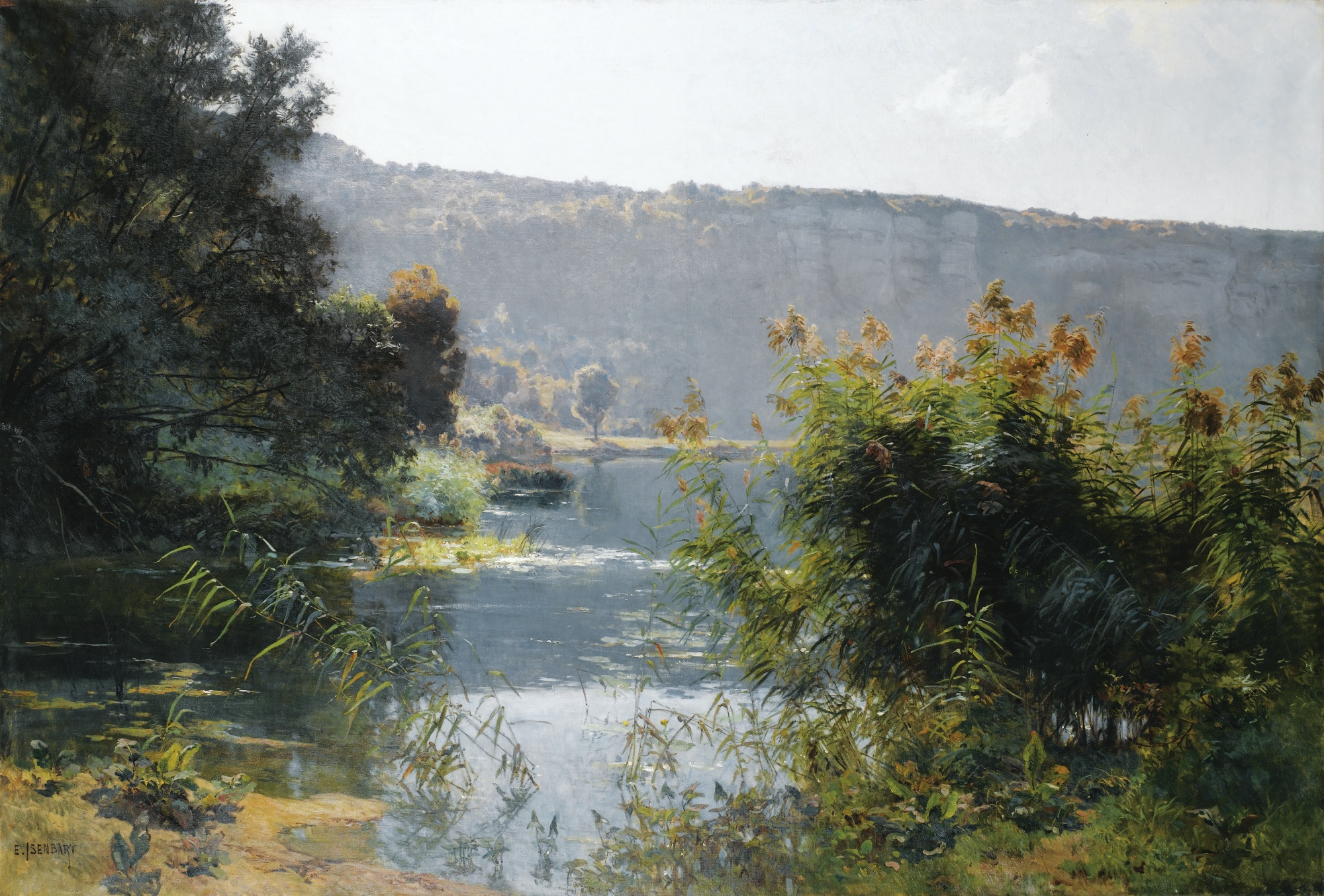
Пейзаж реки Ду

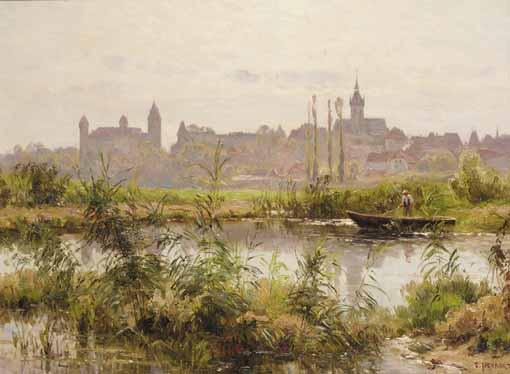
Пейзаж

Мари Виктор Эмиль Изанбар (фр. Marie-Victor-Emile Isenbart; 3 марта 1846, Безансон — 21 марта  1921, Безансон) — французский художник-пейзажист.

## Биография
С юности интересовался живописью. Окончив школу в Безансоне, стал учеником Антонена Фанара.
С 1872 года выставлялся в Парижском Салоне. Его картины экспонировались по всей Франции и воспроизводились в «L’Illustration», «Les Gaudes» и «Franche-Comté Monts Jura».
В 1900 году был награждён бронзовой медалью в Парижском Салоне. В 1883 году избран в Академию живописи Безансона.
Кавалер Ордена Почётного легиона (1897).
Картины художника хранятся ныне в Музее Конде в замке Шантийи, музеях изящных искусств Дижона, г. Доль (Юра), Урсулины (Макон), Луары (Кон-Кур-сюр-Луар), Тессе (Ле-Ман), Музее изящных искусств Руана и др.

## Память
Именем художника названа одна из улиц в Безансоне.